# Самочувствие
Самочу́вствие — общий психический показатель телесного и духовного состояния индивида в каждый данный момент; состоит из конкретных ощущений и общих чувств. Так, одно из состояний самочувствия — ощущение голода — состоит из местного ощущения в области желудка и из общего неопределённого чувства во всём организме. Самочувствие тесно связано с инстинктом самосохранения индивида: он напоминает организму его потребности и указывает ему на угрожающие опасности.
По определению Сергея Ивановича Ожегова, «самочувствие — чувство, испытываемое человеком в зависимости от состояния его физических и душевных сил».
В экономической науке термин «самочувствие экономики» используется для обобщения нескольких количественных показателей, направленных на оценку качества жизни сообщества.

## Формирование самочувствия
Самочувствие, в частности, зависит от благополучия. Не существует чёткого определения действий и условий для создания благополучного самочувствия. Самочувствие развивается через оценку своей среды и эмоций, которые оно вызывает, а затем развивается интерпретация собственного личностного самоопределения, что и формирует самочувствие. Есть два различных типа благополучия: познавательное и аффективное.

## Субъективные основы самочувствия
С субъективной точки зрения самочувствие «основывается на идее, что, всё, что каждый человек думает и чувствует по поводу своей жизни, имеет значение». Благополучное самочувствие субъективно, потому как человек ощущает себя через взгляд на других людей и общество. Самочувствие также может определяться по степени удовлетворения потребностей индивида, хотя чисто теоретически потребности и желания индивида никогда не могут быть полностью удовлетворены.

## Влияние идентичности на самочувствие
В большой степени на самочувствие человека влияет его половая и гендерная идентичность и сексуальная ориентация. Некоторые исследования отмечают  дискриминацию индивида по половому или гендерному признаку как ключевой фактор дискриминации и ухудшения самочувствия индивида.

## Социальное самочувствие
Социальное самочувствие населения зависит от уровня удовлетворенности жизнью, социального оптимизма, экономической ситуации и политической обстановки в стране, материального положения семьи и многих других критериев.
Социальные связи улучшают когнитивное благополучие, а также улучшают психологическое здоровье. 
Разнообразие социальных ролей в обществе прямым образом влияет на самочувствие индивида. Ограничение же социальных ролей, напротив, ухудшает самочувствие индивида в обществе.

## Спорт и его влияние на самочувствие
Ключевыми факторами улучшения самочувствия, ощущения радости и психологического благополучия человека являются спорт и физические нагрузки.
Физическая активность оказывает на человека психологический эффект: вырабатываются эндорфины, создаётся хорошее самочувствие и настроение, повышается устойчивость к стрессу, депрессии, нормализуется сон.
Спорт оказывает большое влияние на самочувствие, которое можно осмыслить в общих рамках.